# Міжнародний парк Ла-Амістад
Міжнародний парк Ла-Амістад (ісп. Parque Internacional La Amistad) — міжнародний парк на кордоні Панами і Коста-Рики. Парк спільно керується урядами обох країн (Карибська природоохоронна територія Ла-Амістад і Тихоокеанська природоохоронна територія Ла-Амістад в Коста-Риці та приблизно рівна територія в Панамі), згідно з рекомендаціями ЮНЕСКО під час занесення парку до списку Світової спадщини. До парку увійшли колишні резерви Ла-Амістад в гірському хребті Таламанка. Значні ділянки парку дуже важкоодоступні та недосліджені, особливо на стороні Коста-Рики.